# Born into the ’90s
Born into the ’90s ist das Debütalbum von R. Kelly und der Background-Band Public Announcement. Es erschien im Januar 1992 und enthielt nationale Hits wie She’s Got That Vibe, Dedicated, Honey Love und Slow Dance (Hey Mr. DJ).

## Aufnahme
1991 unterschrieb R. Kelly einen Vertrag bei Jive Records. Die erste Veröffentlichung „Born into the ’90s“ (aufgenommen mit Backing-Band Public Announcement) sorgte 1992 für begeisterte Kritiken. Produziert wurde das Album von R. Kelly selbst und dem afroamerikanischen Produzent und Gründer der Blackground Records Barry Hankerson. Es ist mit 11 Titeln und knapp 45 Minuten Länge ein eher kurzes Studioalbum.

## Erfolge
Born into the ’90s brachte ihm in den Staaten 1993 erstmals Platin ein und war mehrere Wochen Nummer 1 der Billboard Hot 100 Bei seiner ersten Englandtour trat er in London dreimal im ausverkauften Hammersmith Apollo auf. 18 Monate später bestritt er bereits fünf weitere ausverkaufte Shows in derselben Halle, wie einen Auftritt in Wolverhampton. Auch wurde das Album neben zahlreichen Nominierungen für den American Music Award in der Kategorie “Favorite Soul/R&B Single”. Trotz dieser beachtlichen Erfolge verließ R. Kelly die Band kurz nach Veröffentlichung, um eine erfolgreiche Solokarriere zu beginnen.

## Titelliste
1. She’s Loving Me
2. She’s Got That Vibe
3. Definition of a Hotti
4. I Know What You Need
5. Keep It Street
6. Born into the ’90s
7. Slow Dance (Hey Mr. DJ)
8. Dedicated
9. Honey Love
10. Hangin’ Out
11. Hey Love (Can I Have a Word)

## Chartplatzierungen

### Singles
| 1992 | She's Got That Vibe (mit Public Announcement) | 59 | 3 |
| 1992 | Honey Love (mit Public Announcement)          | 39 | - |
| 1992 | Slow Dance (mit Public Announcement)          | 43 | - |
| 1993 | Dedicated (mit Public Announcement)           | 31 | - |

### Album
| Jahr | Chart                  | Position |
| ---- | ---------------------- | -------- |
| 1992 | The U.S. Billboard 200 | 42       |
| 1992 | UK Top 75 Albums       | 67       |